# Domenica
La domenica è il giorno della settimana civile tra il sabato e il lunedì, considerato il settimo da alcuni e il primo da altri.
Nella maggioranza dei Paesi europei e in America Latina è considerato l'ultimo giorno della settimana. Nella liturgia cattolica e in genere nei paesi anglosassoni, nonché anche in Argentina, Grecia e Giappone, che mantengono l'ordine stabilito in epoca romana, invece è considerato il primo.

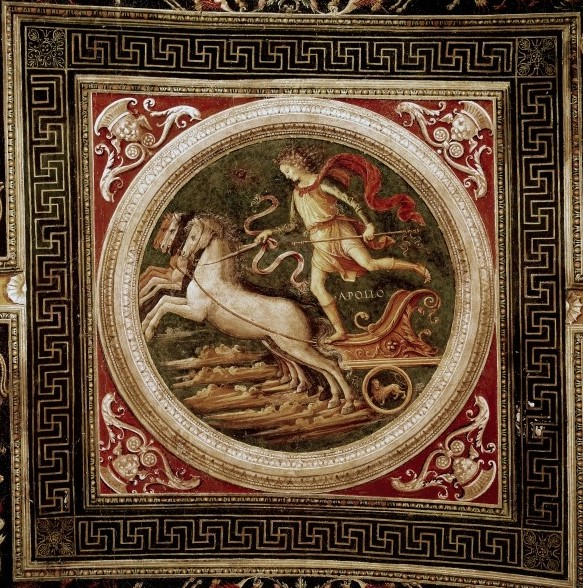
Affresco del Perugino sulla volta della Sala delle Udienze del Collegio del Cambio, a Perugia, raffigurante le qualità astrologiche del Sole, astro luminare governatore della domenica, giorno consacrato al culto religioso e al nuovo inizio di un'attività

Prima dell'avvento del Cristianesimo, questo giorno corrispondeva al dies solis, cioè il «giorno del Sole» in onore della divinità del Sol Invictus.
Ancora oggi questa denominazione si è conservata nelle lingue germaniche come nella lingua inglese Sunday, o nella lingua tedesca Sonntag.
Già con Costantino il Grande, l'impero riconobbe validità civile ai decreti episcopali. Costantino istituì la domenica come giorno festivo pubblico in tutto l'impero, pur lasciandone libera l'interpretazione del significato religioso.
Successivamente all'Editto di Tessalonica del 27 febbraio 380 (con il quale gli imperatori Graziano, Teodosio I e Valentiniano III avevano proclamato il cristianesimo religione di Stato) il dies Solis venne rinominato dies dominicus («Giorno del Signore») e reso obbligatorio come giorno di riposo. In tale forma ci è giunto fino a oggi. 
La celebrazione della domenica come giorno della risurrezione di Gesù da parte dei cristiani è attestata sin dai tempi apostolici (Apocalisse 1,10; Atti 20,7; 1 Cor 16,2, Giovanni 20,26 ("otto giorni dopo...").

## Origine del riposo domenicale

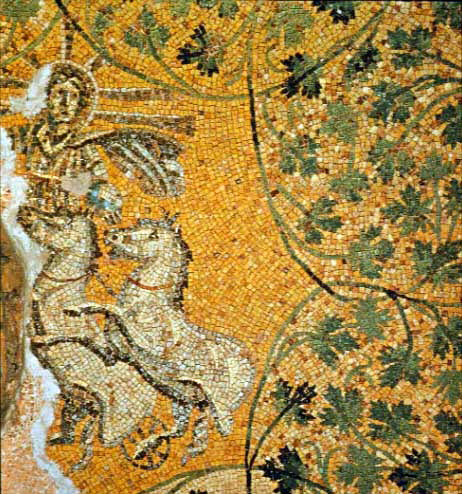
Il Cristo nelle vesti del dio-sole Apollo, in un mosaico del III secolo nella necropoli vaticana sotto la basilica di San Pietro

L'origine della parola "domenica" deriva dall'espressione latina dies Dominicus («giorno del Signore»), quale giorno della resurrezione di Gesù, nel terzo giorno dalla sua morte. Nella Genesi 2:3 Mosè narra che al termine della creazione «Dio benedisse il settimo giorno e lo consacrò al riposo, perché in esso aveva cessato da ogni opera che egli aveva fatto creando negli altri sei».
Fin dall'età apostolica, il giorno della Resurrezione coincide con il giorno di riposo di Dio Creatore. Se il settimo giorno segnò infatti il compimento materiale del Progetto della creazione, l'incarnazione di Gesù ne rappresenta il completamento spirituale, poiché la sua resurrezione tracciò un solco nel tempo storico, aprendo le porte della Gerusalemme celeste "al popolo pellegrinante" sulla Terra.

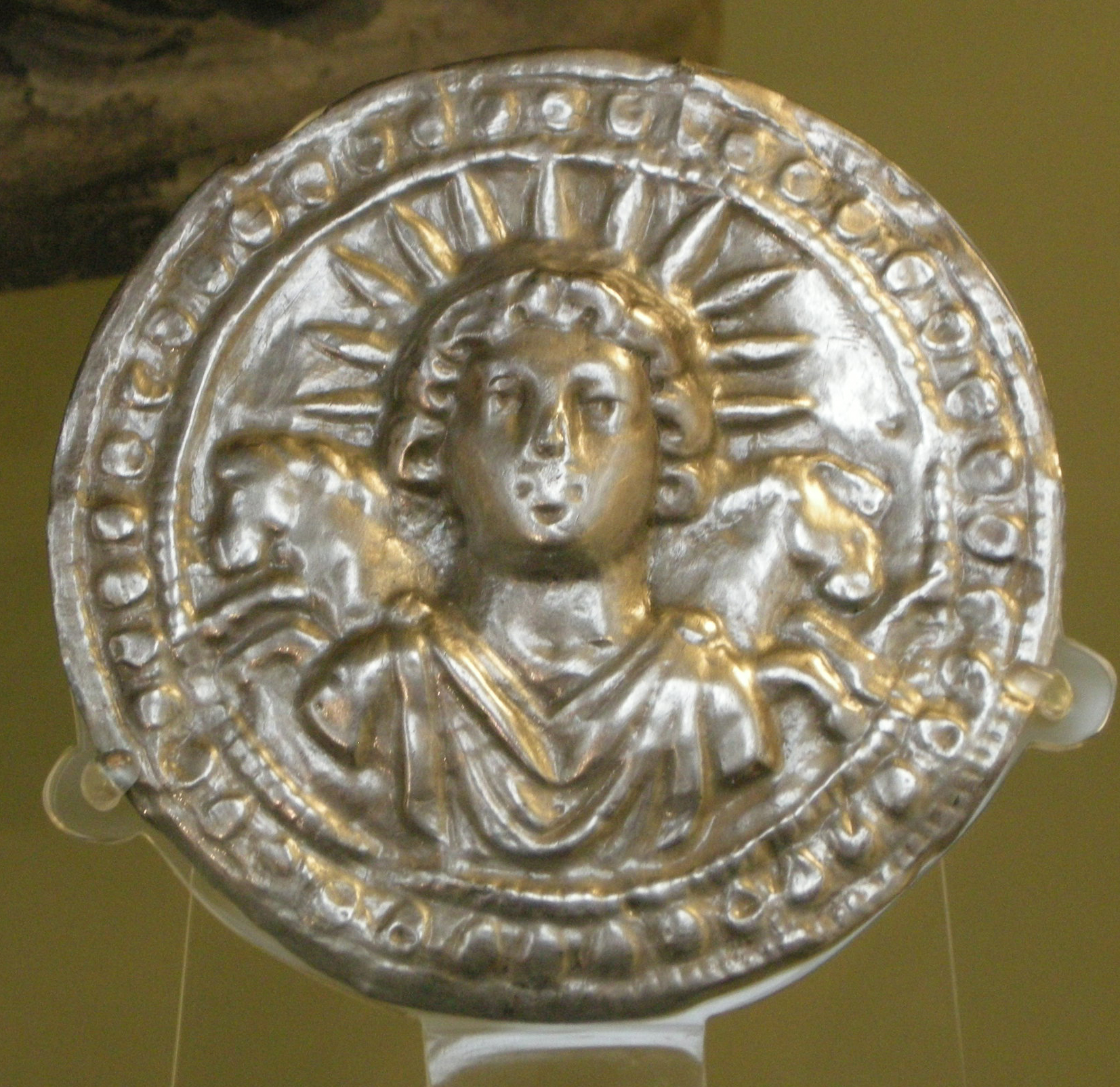
Disco in argento dedicato al Sol Invictus, con una corona irradiante (opera romana del III secolo)

Gli antichi Romani chiamavano la domenica il "giorno del sole", espressione che ancora vive nelle lingue moderne, e gli stessi cristiani fissavano la propria adunanza in tale giorno. San Giustino filosofo e martire (100-165, Roma) lo rilesse in chiave cristiana quale giorno di "Cristo-Luce" del genere umano, non accolta dalle tenebre del mondo.
Con decreto 7 marzo 321 l'imperatore Costantino il Grande fissò il "dies Solis" romano come giorno di riposo per tutto l'impero, di conseguenza anche i cristiani, dopo alcune incertezze, legate alla tradizione ebraica di santificare il sabato,  lo adottarono come giorno di santificazione settimanale, poiché si sapeva che Gesù era risorto dopo il sabato. Come tutti i predecessori, l'imperatore ricopriva anche la carica di Pontifex Maximus, la carica religiosa più elevata, del Collegio dei Pontefici, collegata al culto del Sol Invictus.
(Codice Giustiniano 3.12.2)

## Significato nella religione cristiana
Nel Cristianesimo la domenica ricorda il giorno della risurrezione di Gesù (Marco 16,2; Luca 24,1; Giovanni 20,1). Questo giorno è dedicato a santificare all'Eucaristia e al culto, attraverso la partecipazione alla Messa e all'astensione dal lavoro. Ciò sostituisce il riposo sabbatico anticamente previsto dalla legge di Mosè con rituali diversi.
Secondo il Nuovo Testamento, la Domenica è il primo giorno della settimana cristiana (Atti 20:17; 1 Corinzi 6:2), noto come "Giorno del Signore".
Il rispetto sabbatico del 7º giorno, cioè del giorno in cui il Creatore si riposò, è comandato nel Decalogo (Esodo 20 e Deuteronomio 5), legge che sarebbe stata scritta nella pietra direttamente da Dio sul Monte Sinai. Tale comandamento è teso a dimostrare lo stretto rapporto tra Dio e il suo popolo.
Sin dalle origini, i cristiani hanno celebrato il riposo di domenica abbandonando il vecchio uso ebraico del sabato. Il Concilio di Gerusalemme (Atti 15), il primo grande concilio cristiano, rende inutili le prescrizioni rituali e cerimoniali della legge mosaica per i cristiani, abolendo pure la circoncisione che legava all'osservanza di tutti i rituali dati da Dio agli ebrei.